# Apicitou
Apicitou est le personnage principal d'une série de bandes dessinées créée par Daniel N. Sebban.
Apicitou et Bouldegom vivent au XIIIe siècle avant Jésus-Christ, sur l'île Népiro-Klokidor — une île disparue des cartes et des mémoires, située dans l'Océan Indien, non loin des actuelles Maldives.

## Ouvrages parus

### Bandes dessinées
- Collection des Aventures d'Apicitou
  - Les Colères du Pharaon, préface d'Albert Uderzo, éditions Burning Bush, album cartonné
  - Les Rois verts, préface de Paul-Loup Sulitzer, éditions Burning Bush, Prix Divin Primeur d'Or[réf. nécessaire], album cartonné

### Guide pratique
- Collection « l'homéopathie avec le sourire », présentée par Apicitou
  - Bloqués du dos, redressez-vous ! (ouvrage médical coécrit avec le docteur Roland Sananès), éditions Burning Bush, album cartonné